# 久留里駅
久留里駅（くるりえき）は、千葉県君津市久留里市場にある、東日本旅客鉄道（JR東日本）久留里線の駅である。

## 歴史
- 1912年（大正元年）12月28日：千葉県営鉄道久留里線の終着駅として開設[1]。
- 1923年（大正12年）9月1日：国有化され、鉄道省に移管[1]。
- 1936年（昭和11年）3月25日：当駅 - 上総亀山間が延伸開業[1]。
- 1944年（昭和19年）12月16日：当駅 - 上総亀山間休止[1]。
- 1947年（昭和22年）4月1日：当駅 - 上総亀山間営業再開[1]。
- 1976年（昭和51年）10月1日：貨物取扱廃止[2]。
- 1984年（昭和59年）2月1日：荷物扱い廃止[2]。
- 1987年（昭和62年）4月1日：国鉄分割民営化に伴い、東日本旅客鉄道（JR東日本）の駅となる[1]。
- 1997年（平成9年）2月24日：当駅に設置されていた腕木式信号機が色灯式信号機に更新される[3]。
- 2009年（平成21年）3月14日：東京近郊区間に編入される[4]。
- 2017年（平成29年）12月14日：この日限りでみどりの窓口の営業を終了[5]。

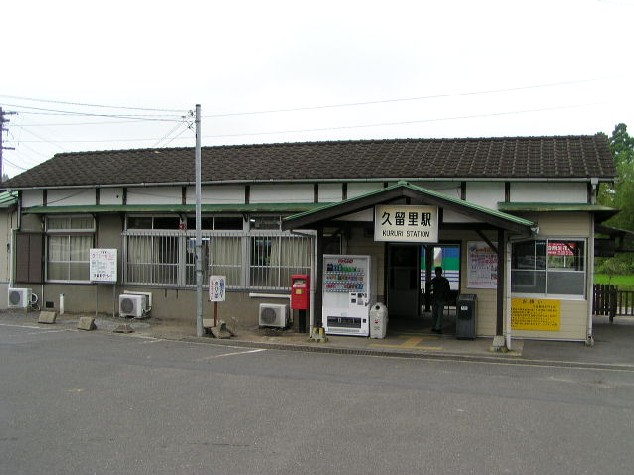
改装前の旧駅舎（2005年9月）

## 駅構造
相対式ホーム2面2線を有する地上駅。互いのホームは構内踏切で連絡している。駅舎は木造駅舎で、古くからのものである。トイレは改札外に男女別水洗式が設置されており、バリアフリー対応トイレも併設されている。
当駅は木更津統括センターの直営駅で、木更津駅を除く久留里線各駅の管理駅となっている。出札窓口とタッチパネル式の自動券売機（近距離の乗車券の発売に対応）が設置されている。但し、窓口は一部時間帯、及び列車交換時の信号扱い時には閉鎖。
2017年（平成29年）12月14日まではみどりの窓口が設置されていた。

### のりば
| 番線 | 路線      | 方向 | 行先             |
| ---- | --------- | ---- | ---------------- |
| 1・2 | ■久留里線 | 上り | 木更津・千葉方面 |
| 1・2 | ■久留里線 | 下り | 上総亀山方面     |

（出典：JR東日本:駅構内図）
- 当駅は1線スルー構造で、行違いを行わない列車は1番線を使用する。日中の列車は殆ど当駅止まりのため、1番線と2番線を交互に使用する。上総亀山行はほぼ1番線を使用するが、一部列車は2番線からの逆線発車も設定されている。
- 夜間滞泊は2本設定されている。1番線に2本、縦列で留置する。2012年3月17日改正で、木更津発22時半の最終は、当駅止まりになった。
- かつては2番線が島式ホームで、反対側に3番線があった。

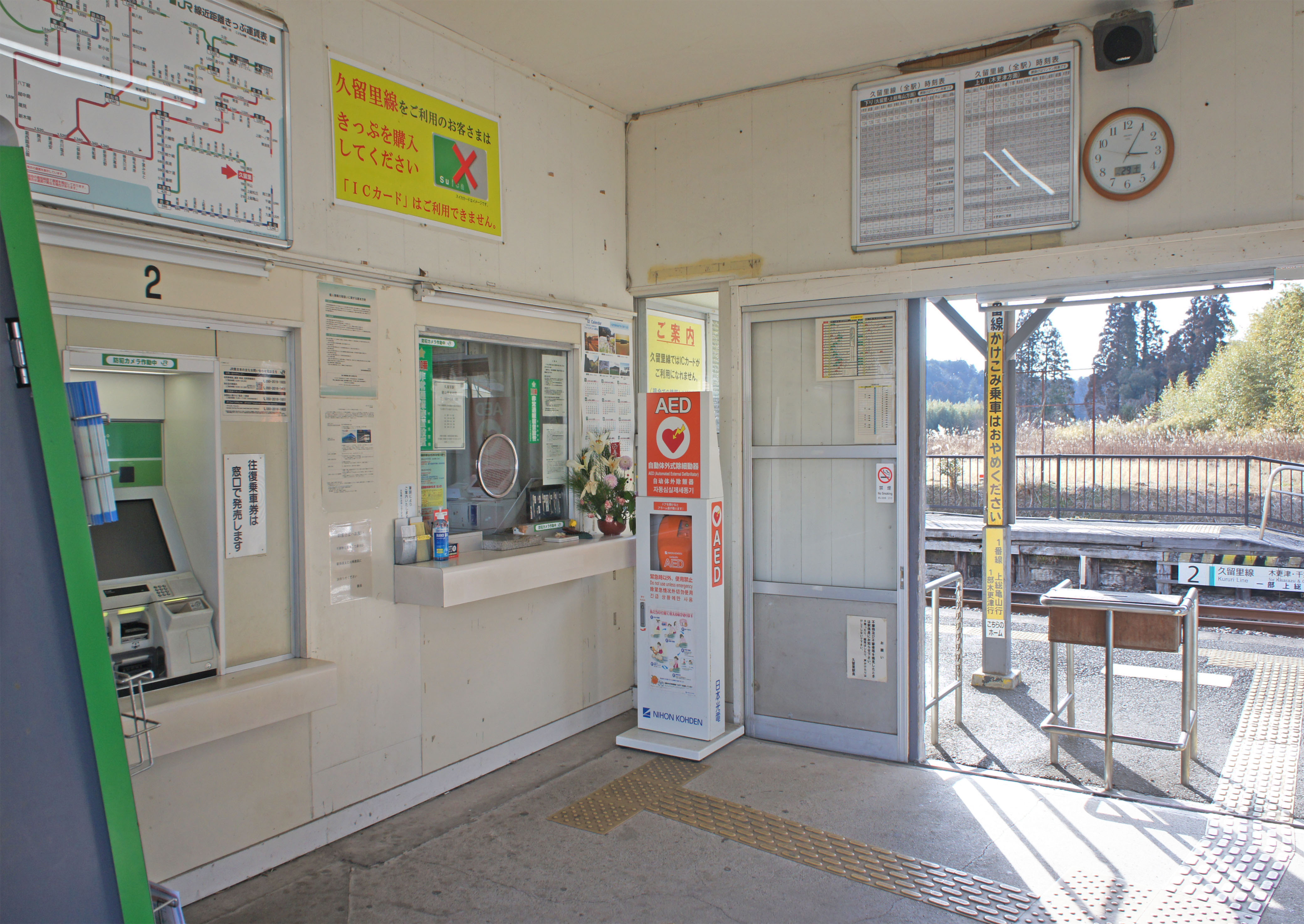
改札口（2022年1月）
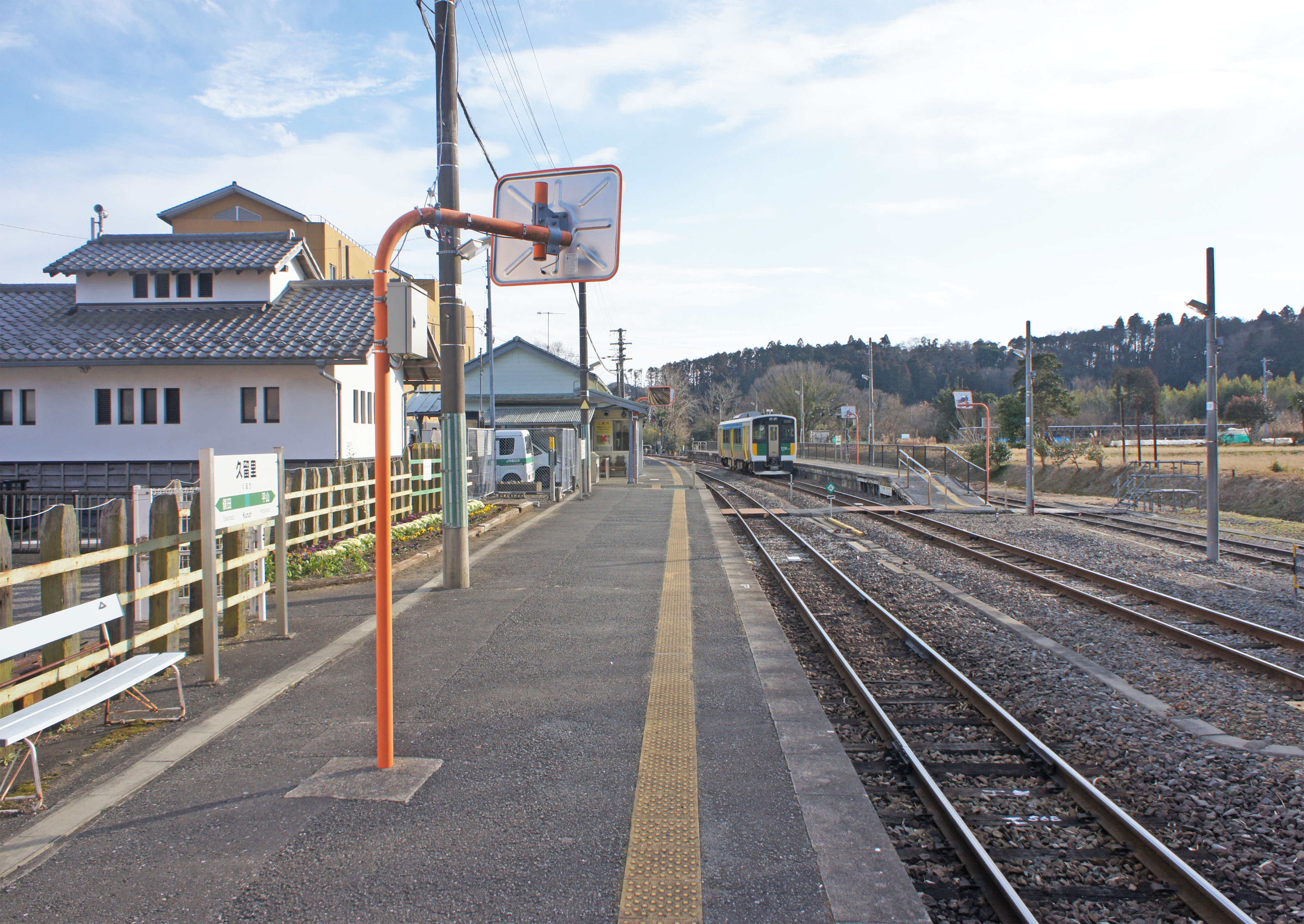
駅ホーム（2022年1月）
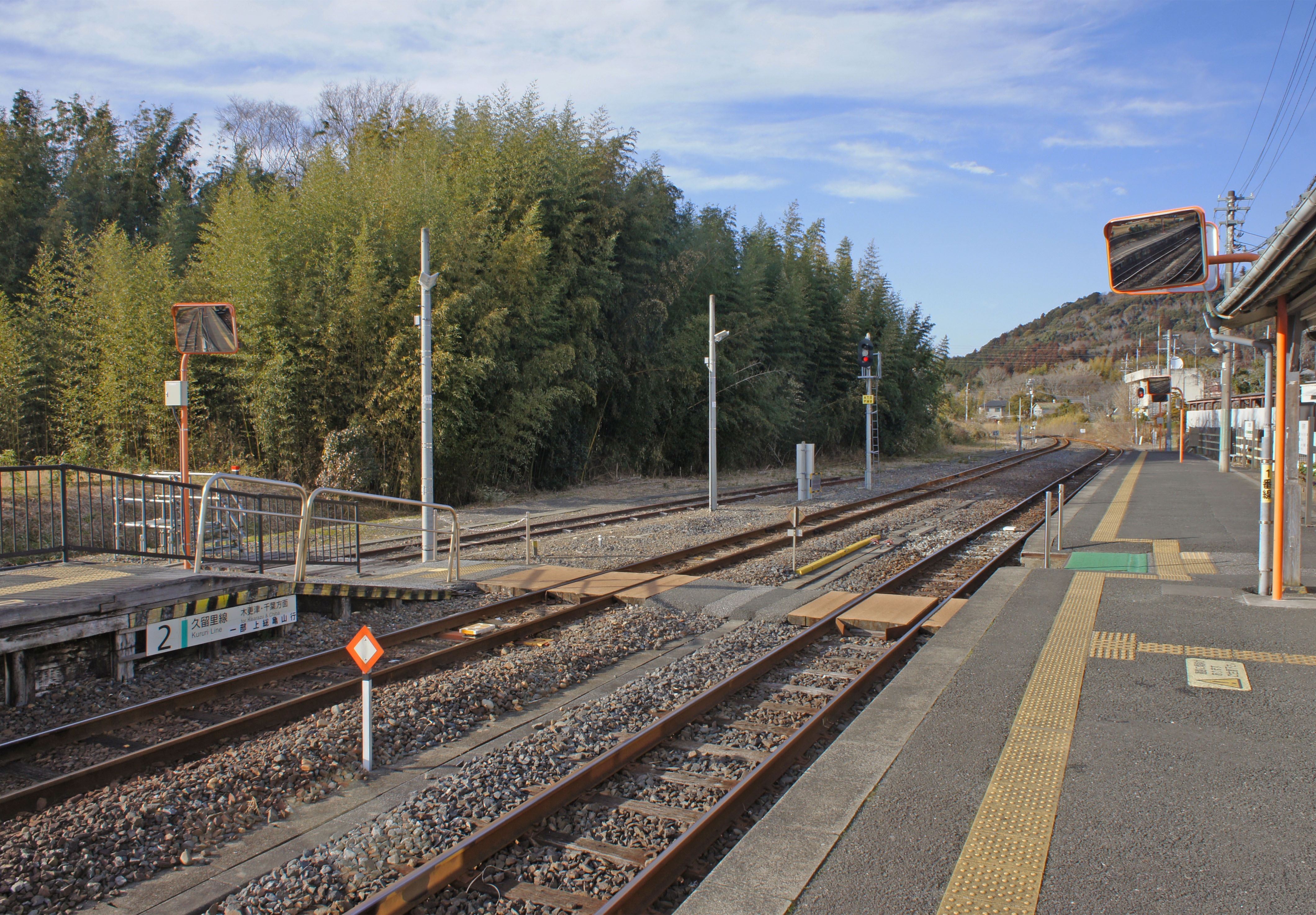
構内踏切（2022年1月）
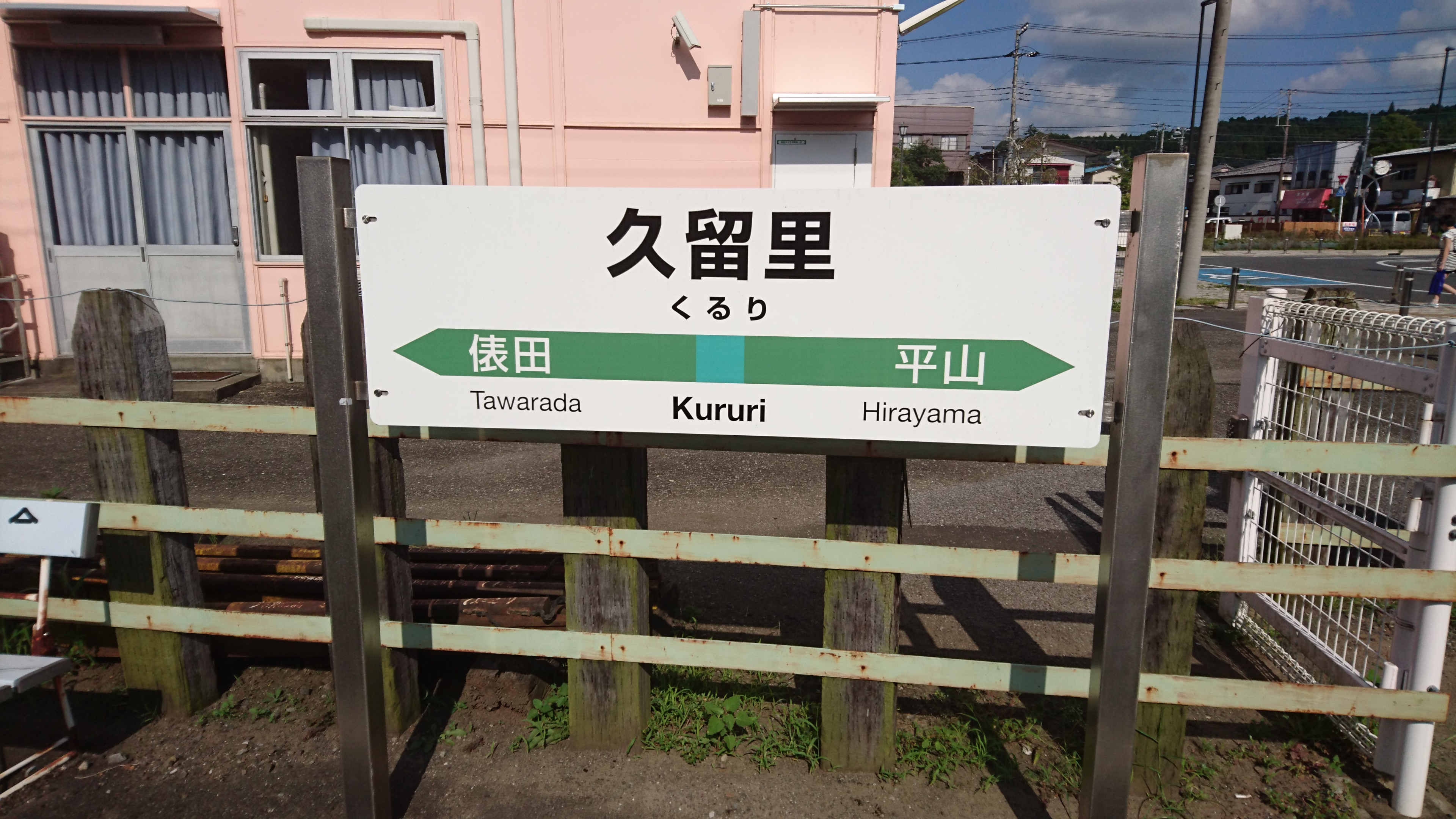
駅名標（2016年9月）

## 利用状況
2023年度（令和5年度）の1日平均乗車人員は271人である。
JR東日本および千葉県統計年鑑によると、1990年度（平成2年度）以降の1日平均乗車人員の推移は以下の通り。
| 年度               | 1日平均 乗車人員 | 出典     |
| ------------------ | ---------------- | -------- |
| 1990年（平成02年） | 923              | [ * 1 ]  |
| 1991年（平成03年） | 913              | [ * 2 ]  |
| 1992年（平成04年） | 875              | [ * 3 ]  |
| 1993年（平成05年） | 853              | [ * 4 ]  |
| 1994年（平成06年） | 815              | [ * 5 ]  |
| 1995年（平成07年） | 784              | [ * 6 ]  |
| 1996年（平成08年） | 772              | [ * 7 ]  |
| 1997年（平成09年） | 728              | [ * 8 ]  |
| 1998年（平成10年） | 710              | [ * 9 ]  |
| 1999年（平成11年） | 699              | [ * 10 ] |
| 2000年（平成12年） | 729              | [ * 11 ] |
| 2001年（平成13年） | 725              | [ * 12 ] |
| 2002年（平成14年） | 705              | [ * 13 ] |
| 2003年（平成15年） | 670              | [ * 14 ] |
| 2004年（平成16年） | 626              | [ * 15 ] |
| 2005年（平成17年） | 567              | [ * 16 ] |
| 2006年（平成18年） | 526              | [ * 17 ] |
| 2007年（平成19年） | 515              | [ * 18 ] |
| 2008年（平成20年） | 474              | [ * 19 ] |
| 2009年（平成21年） | 464              | [ * 20 ] |
| 2010年（平成22年） | 436              | [ * 21 ] |
| 2011年（平成23年） | 433              | [ * 22 ] |
| 2012年（平成24年） | 448              | [ * 23 ] |
| 2013年（平成25年） | 456              | [ * 24 ] |
| 2014年（平成26年） | 417              | [ * 25 ] |
| 2015年（平成27年） | 422              | [ * 26 ] |
| 2016年（平成28年） | 414              | [ * 27 ] |
| 2017年（平成29年） | 425              | [ * 28 ] |
| 2018年（平成30年） | 409              | [ * 29 ] |
| 2019年（令和元年） | 365              | [ * 30 ] |
| 2020年（令和02年） | 256              |          |
| 2021年（令和03年） | 288              |          |
| 2022年（令和04年） | 267              |          |
| 2023年（令和04年） | 271              |          |

## 駅周辺

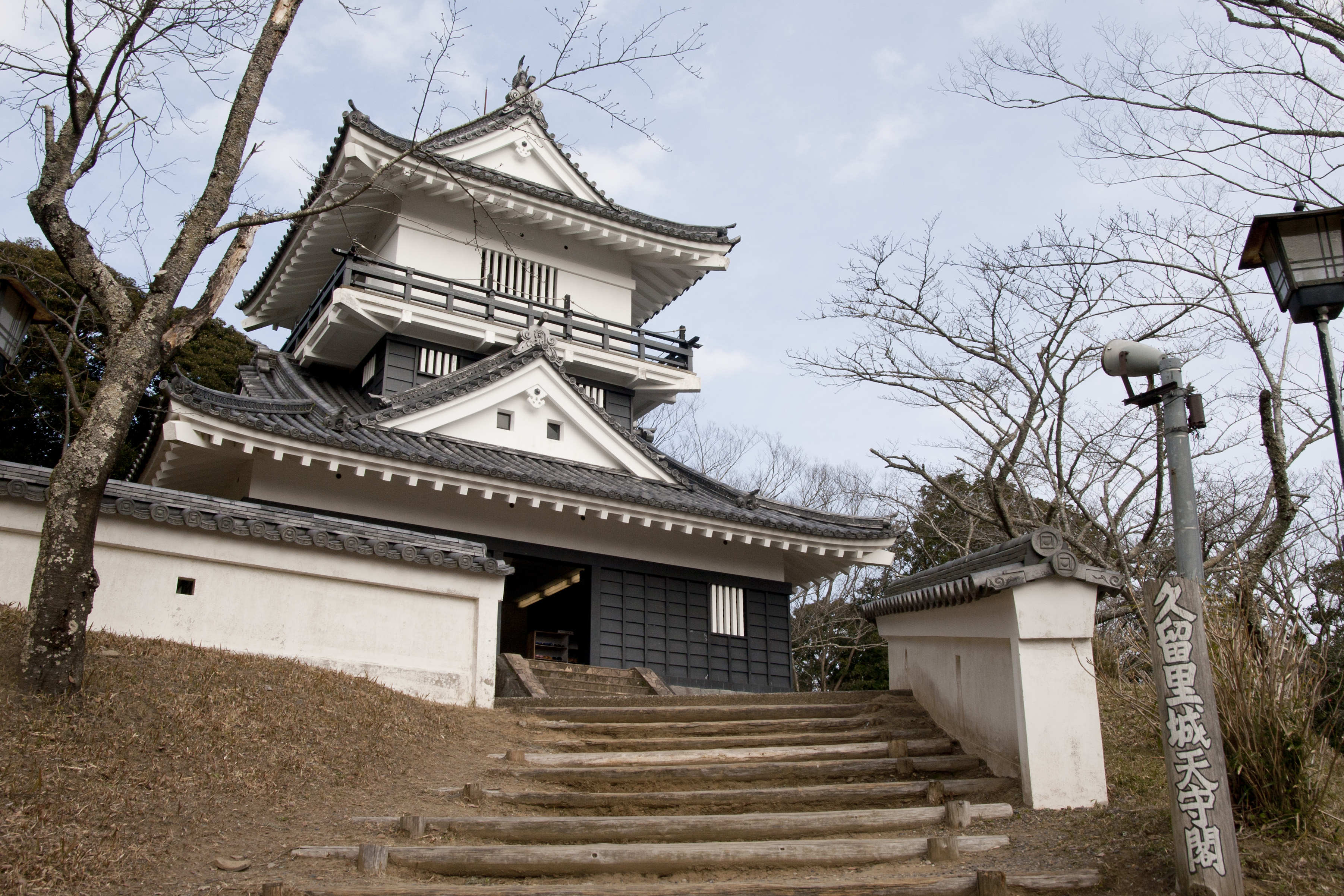
久留里城跡

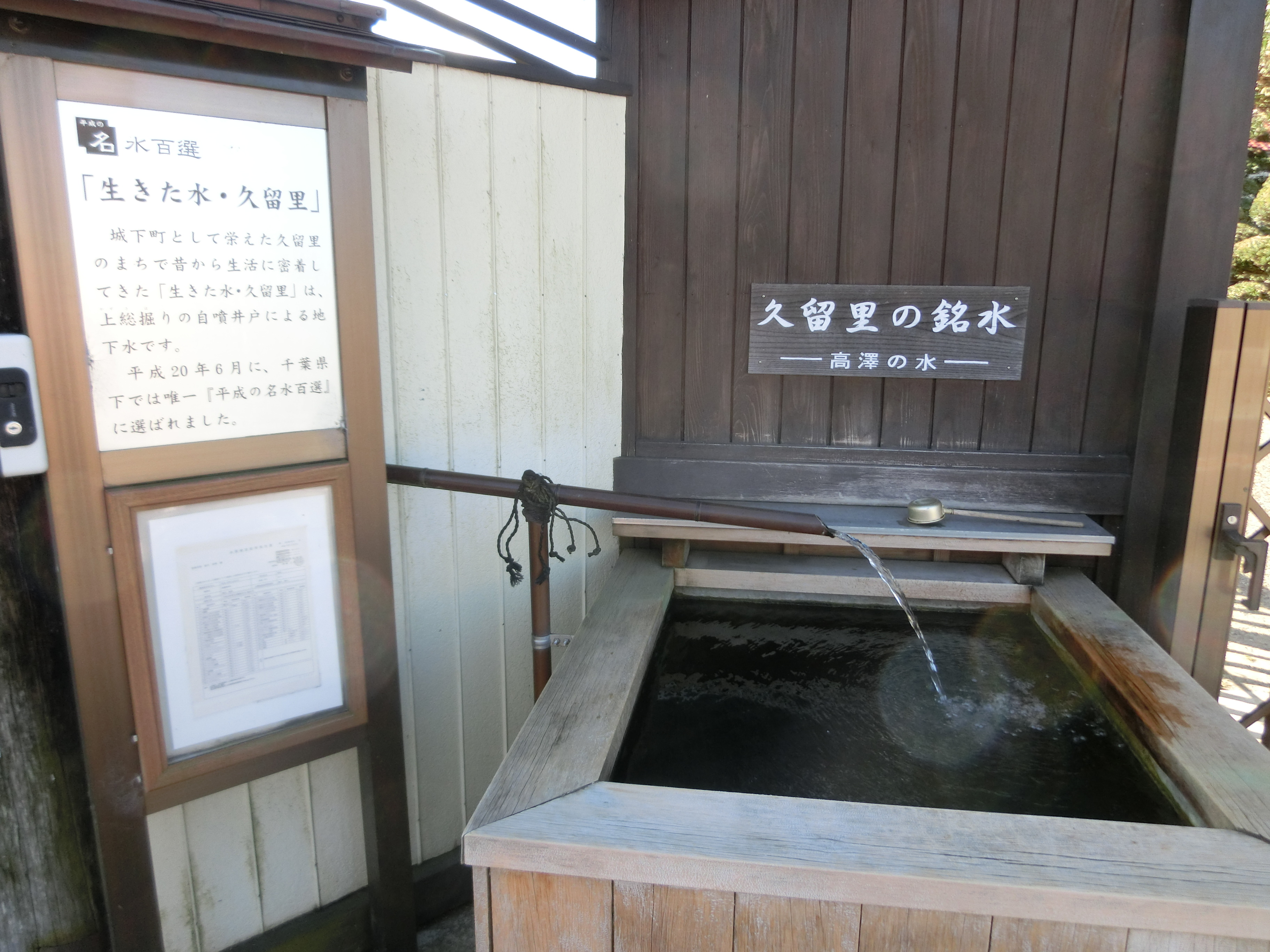
久留里・高澤の水

小櫃川の中流に位置し、駅周辺には江戸時代の久留里藩の城下町、旧上総町の中心部として栄えた久留里の町並みや久留里商店街が広がる（くるりのお店紹介 も参照）。近年は名水の里としても知られ、2008年6月には環境省から平成の名水百選に選定された。駅周辺に多数の自噴井戸（上総行政センターの敷地内など）が設置されている。
- 国道410号
- 千葉県道24号千葉鴨川線
- 千葉県道32号大多喜君津線
- 千葉県道93号久留里鹿野山湊線
- 千葉県道145号長浦上総線
- 君津警察署 上総幹部交番
- 君津市役所上総行政センター
  - 上総公民館
  - 久留里観光案内所
- 千葉県立君津青葉高等学校
- 旧君津市立久留里中学校（2020年3月に廃校）
- 君津市立上総小学校（2021年4月1日に君津市立久留里小学校、君津市立松丘小学校、君津市立坂畑小学校を統合）
- 久留里郵便局
- 千葉銀行 久留里支店
- 千葉信用金庫 久留里支店
- JAきみつ 久留里支店
- 真勝寺
- くるり庵（うどん・そば処）
- 吉崎酒造
- 君津市久留里城址資料館（久留里城）・古久留里城跡（駅南東徒歩約30分）

## バス路線
「久留里駅前」停留所にて、以下の高速バスが発着する。
- 日東交通・京成バス
  - アクシー号：バスターミナル東京八重洲・東京タワー行
- 日東交通・京成バス千葉イースト
  - カピーナ号：千葉駅行 / 亀田病院行

## 隣の駅
東日本旅客鉄道（JR東日本）
■久留里線
俵田駅 - 久留里駅 - 平山駅

### 記事本文
1. 1 2 3 4 5 6 7  曽根悟（監修） 著、朝日新聞出版分冊百科編集部 編『週刊 歴史でめぐる鉄道全路線 国鉄・JR』 31号 内房線・外房線・久留里線、朝日新聞出版〈週刊朝日百科〉、2010年2月21日、26頁。
2. 1 2  石野哲（編）『停車場変遷大事典 国鉄・JR編 Ⅱ』JTB、1998年、629頁。ISBN 978-4-533-02980-6。
3. ↑  大曽根達「久留里線から腕木式信号機、消える」『鉄道ファン』第37巻第7号（通巻435号）、交友社、1997年7月1日、171頁。
4. ↑  『Suicaをご利用いただけるエリアが広がります。』（PDF）（プレスリリース）東日本旅客鉄道、2008年12月22日。オリジナルの2020年5月25日時点におけるアーカイブ。2020年5月25日閲覧。
5. ↑  “千葉支社 2駅外注化と5駅の窓口閉鎖等提案”.  国鉄千葉動力車労働組合. 2019年7月28日時点のオリジナルよりアーカイブ。2019年7月28日閲覧。

### 利用状況
1. ↑  千葉県統計年鑑 - 千葉県
2. ↑  君津市統計書 - 君津市

JR東日本の2000年度以降の乗車人員
1. ↑  各駅の乗車人員（2000年度） - JR東日本
2. ↑  各駅の乗車人員（2001年度） - JR東日本
3. ↑  各駅の乗車人員（2002年度） - JR東日本
4. ↑  各駅の乗車人員（2003年度） - JR東日本
5. ↑  各駅の乗車人員（2004年度） - JR東日本
6. ↑  各駅の乗車人員（2005年度） - JR東日本
7. ↑  各駅の乗車人員（2006年度） - JR東日本
8. ↑  各駅の乗車人員（2007年度） - JR東日本
9. ↑  各駅の乗車人員（2008年度） - JR東日本
10. ↑  各駅の乗車人員（2009年度） - JR東日本
11. ↑  各駅の乗車人員（2010年度） - JR東日本
12. ↑  各駅の乗車人員（2011年度） - JR東日本
13. ↑  各駅の乗車人員（2012年度） - JR東日本
14. ↑  各駅の乗車人員（2013年度） - JR東日本
15. ↑  各駅の乗車人員（2014年度） - JR東日本
16. ↑  各駅の乗車人員（2015年度） - JR東日本
17. ↑  各駅の乗車人員（2016年度） - JR東日本
18. ↑  各駅の乗車人員（2017年度） - JR東日本
19. ↑  各駅の乗車人員（2018年度） - JR東日本
20. ↑  各駅の乗車人員（2019年度） - JR東日本
21. ↑  各駅の乗車人員（2020年度） - JR東日本
22. ↑  各駅の乗車人員（2021年度） - JR東日本
23. ↑  各駅の乗車人員（2022年度） - JR東日本
24. ↑  各駅の乗車人員（2023年度） - JR東日本

千葉県統計年鑑
1. ↑  千葉県統計年鑑（平成3年）
2. ↑  千葉県統計年鑑（平成4年）
3. ↑  千葉県統計年鑑（平成5年）
4. ↑  千葉県統計年鑑（平成6年）
5. ↑  千葉県統計年鑑（平成7年）
6. ↑  千葉県統計年鑑（平成8年）
7. ↑  千葉県統計年鑑（平成9年）
8. ↑  千葉県統計年鑑（平成10年）
9. ↑  千葉県統計年鑑（平成11年）
10. ↑  千葉県統計年鑑（平成12年）
11. ↑  千葉県統計年鑑（平成13年）
12. ↑  千葉県統計年鑑（平成14年）
13. ↑  千葉県統計年鑑（平成15年）
14. ↑  千葉県統計年鑑（平成16年）
15. ↑  千葉県統計年鑑（平成17年）
16. ↑  千葉県統計年鑑（平成18年）
17. ↑  千葉県統計年鑑（平成19年）
18. ↑  千葉県統計年鑑（平成20年）
19. ↑  千葉県統計年鑑（平成21年）
20. ↑  千葉県統計年鑑（平成22年）
21. ↑  千葉県統計年鑑（平成23年）
22. ↑  千葉県統計年鑑（平成24年）
23. ↑  千葉県統計年鑑（平成25年）
24. ↑  千葉県統計年鑑（平成26年）
25. ↑  千葉県統計年鑑（平成27年）
26. ↑  千葉県統計年鑑（平成28年）
27. ↑  千葉県統計年鑑（平成29年）
28. ↑  千葉県統計年鑑（平成30年）
29. ↑  千葉県統計年鑑（令和元年）
30. ↑  千葉県統計年鑑（令和2年）